# Либерална партия на Австралия
Либералната партия на Австралия е основна политическа партия в Австралия.
Основана е през 1945 г. Либералната партия е сред 2-те най-големи партии в австралийската политика.
Неин лидер е Скот Морисън, настоящият министър-председател на Австралия.